# Bathypluma
Bathypluma is een geslacht van kreeftachtigen uit de klasse van de Malacostraca (hogere kreeftachtigen).

## Soorten
- Bathypluma chuni (Doflein, 1904)
- Bathypluma forficula Saint Laurent, 1989
- Bathypluma spinifer Saint Laurent, 1989